# Prosopocoilus dentifer parryi
Prosopocoilus dentifer parryi es una subespecie de coleóptero de la familia Lucanidae.

## Distribución geográfica
Habita en la India.